# ニクズク属
ニクズク属（ニクズクぞく、学名: Myristica）は、ニクズク科に分類される常緑高木の1属である。学名のカナ読みでミリスティカ属とよばれることもある。学名は、ギリシャ語で「香油」を意味する myristicos に由来する。葉は互生し、葉脈の三次脈は不明瞭。雌雄異株（雄花と雌花が別個体につく）、花はつぼ形から釣鐘形、先端はふつう3裂、雄しべは多数が合着して柱状、雌しべは1個、花柱がほとんどなく柱頭がわずかに2裂する。果実は縦裂開し、深く裂けた派手な仮種皮に包まれた種子が露出する（図1）。170種ほどが知られ、南アジアから東南アジア、オーストラリア、太平洋諸島の熱帯域に自生する。数種の果実が香辛料や生薬として利用されているが、特にニクズク（Myristica fragrans）は世界中の熱帯域で栽培されている。

## 特徴
常緑高木であり、大きなものは高さ35メートル (m) に達する（図2a）。小枝には皮目がある。支柱根をもつことがある（図2b）。葉は互生し、葉柄をもち、托葉を欠き、無毛、裏面（背軸面）は白色を帯び、葉脈は羽状、主脈はしばしば表面（向軸面）でくぼみ、側脈はほぼ平行または湾曲して縁辺で連絡し、また三次脈は不明瞭である（図2c）。
花は単性で雌雄異株。苞は早落性、花被の基部にふつう宿存性の小苞がある。花被片は1輪、3（または2, 4）枚、革質または多肉質、内側は無毛、合生し、つぼ形または釣鐘形、まれに管状、先端で裂片に分かれる（図3a）。雄花は単生または二又分岐する散形花序を形成し、雄しべが多数、互いに合着して柱状、葯は細長い。雌花はふつう単生、雄花よりもやや大きく、雌しべが1個、子房は無毛または有毛、花柱は非常に短く、柱頭はわずかに二裂する。果実は球形から洋ナシ形、長さ1–10センチメートル、果皮は厚く革質、無毛または軟毛があり、縦裂して2片に分かれて種子が露出する（図1、3b）。種子は1個、これを包む仮種皮はふつう派手な色をしており、深く裂けている（図1下, 3c）。

## 分布・生態
インドから中国南部、台湾、東南アジア（インドシナ半島、マレー半島、アンダマン・ニコバル諸島、フィリピン、インドネシア）、メラネシア（ニューギニア島、フィジー、ソロモン諸島、バヌアツ）、オーストラリア、ミクロネシア（カロリン諸島）、ポリネシア（トンガ、サモア、ウォリス・フツナ）に自生する。また、ニクズク（Myristica fragrans）は、アフリカや中南米を含む世界各地の熱帯域で広く栽培されている。
多くは低地に生育するが、標高2,000メートルの高地に生育する種もいる。一部の種（Myristica fatua、M. malabarica、M. beddomei）は、湿地に生育する。
一部の種は、小枝に空洞があり、アリに巣を提供するアリ植物である。
ニクズク属は雌雄異株であり、小さく目立たない花をもつ。花粉媒介は、おもに甲虫、アザミウマ、双翅類などの小型の昆虫による。送紛者への報酬は花粉であり、送紛者が花粉のない雌花へ誤って訪花することによって受粉が成立する。ニクズク類の性比は一般的に雄に偏っているが、開花が不規則であるため、時期によって雄花雌花比は変化する。

## 人間との関わり

### 種子

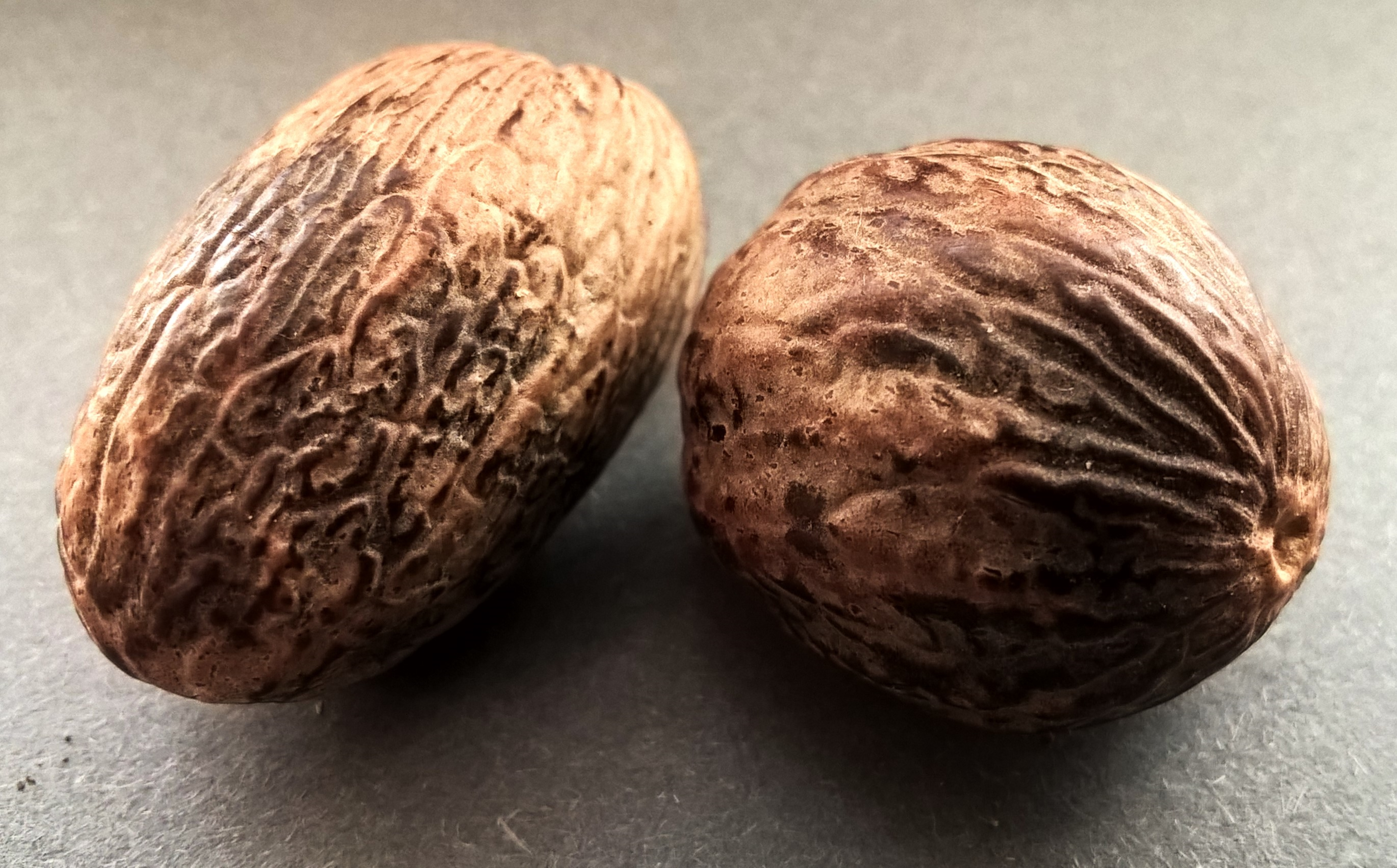
4. ナツメグ

ニクズク属の中で、ニクズク（Myristica fragrans）の種子は、香辛料や生薬などに広く利用されており、その胚乳はナツメグ（nutmeg; 図4）、仮種皮はメース（mace）とよばれる。いずれもスパイシーで甘い香りとまろやかなほろ苦さがあるが、メースの方が穏やかで繊細である。種子を圧搾または溶剤抽出することによって得られる油脂は、ニクズクバターまたはナツメグバター（nutmeg butter）とよばれる。また、乾燥種子を水蒸気蒸留して得られる精油は、ニクズク油またはナツメグ油（nutmeg oil）とよばれ、香料などに用いられる。
ニクズク属の中で、種子が利用される種としては、ニクズクを含めて下記のものがある。
- ニクズク Myristica fragrans（common nutmeg[20], Banda nutmeg[21], Bandanese nutmeg[11], Sangihe nutmeg[22]）
香辛料や生薬として世界中で広く利用されている。モルッカ諸島（インドネシア）原産であるが、世界中の熱帯域で栽培されている。
- Myristica argentea（Papuan nutmeg, Fakfak nutmeg）[11][23]（図5a）5a. Myristica argentea の収穫5b. Myristica malabarica の果実
香辛料や香水、石鹸などに利用される。ニューギニア島に分布。
- Myristica andamanica[11][24]
薬用などにされる。アンダマン諸島、ニコバル諸島に分布。
- Myristica malabarica（Bombay nutmeg）[11][25]（図5b）
薬用などにされる。インド、バングラデシュに分布。
- Myristica beddomei[11][26]
薬用などにされる。インドに分布。

### 木材
さまざまな種が木材として利用され、ペナハラン（Penaharan; Myristica castanaefolia, M. chartacea, M. hypargyraea, M. gillespieanaなど）、カウダム（Kaudamu; M. castaneifolia）、ナツメグ（Nutmeg; M. buchneriana）などの名で流通している。

## 分類
ニクズク属の中には、約170種が知られている。